# Косэуцкий монастырь
Косэуцкий монастырь (Монастырь Косэуць; рум. Mănăstirea Cosăuți) — монастырь Кишинёвской епархии Русской православной церкви в селе Косоуцы (Косэуць) Сорокского района Молдавии.

## История
Обитель основана в 1729 году иеросхимонахами Павлом и Гавриилом как скит Каларашовского монастыря. В надписи на четвероевангелии, датированной февралём 1757 года, упоминается настоятель Михаил. В 1801—1806 годах настоятелем скита был иеромонах Виссарион, в 1806—1818 годах — иеромонах Онисифор.
В 1812 году согласно указу митрополита Кишинёвского и Хотинского Гавриила Косэуцкий скит стал самостоятельным монастырём, а иеромонах Онисифор возведён в достоинство игумена. В 1816 году в обители было 12 насельников. В 1818 году игумен Онисифор назначен настоятелем Каларашовского монастыря. В 1820 году в монастыре была одна деревянная церковь в честь Рождества Пресвятой Богородицы. 14 апреля 1823 года настоятелем монастыря назначен игумен Никандр. В том же году о. Никандр подаёт письмо с жалобой архиепископу Димитрию о тяжёлом финансовом положении обители, которое возникло из-за того, что имущество Косэуцкого и Каларашовского монастырей не было разделено. В мае 1825 года игумена Никандра возвели в сан архимандрита. 22 декабря 1826 года архимандрит Никандр ходатайствовал перед архиепископом Димитрием о своем освобождении от должности настоятеля по причине крайней бедности монастыря. В марте 1827 года его просьба была удовлетворена, а новым настоятелем обители 28 апреля того же года назначен иеромонах Арсений из Рудьского монастыря. Последним настоятелем был игумен Лазарь, скончавшийся 10 марта 1833 года. 26 июня того же года монастырь упразднён, из-за его нищеты и плохого состояния, а братия со всем имуществом переведена в Каларашовский монастырь.
Старый монастырь разрушен землетрясениями и оползнями в начале XX века. Возрождение обители началось в 1990 году усилиями игумена (с 1993 года — архимандрита) Иеронима (Палия). В 1994—1999 годах по проекту, подаренному митрополитом Молдавским и Буковинским Даниилом, построена церковь Успения Пресвятой Богородицы. В 2000 году в монастыре проживало 11 насельников.